# Nadia Ali
Nadia Ali (urdu ‏نادیہ علی‎; ur. 3 sierpnia 1980 w Trypolisie) – amerykańsko-pakistańska piosenkarka.
Rodzice piosenkarki pochodzą z Pakistanu, dlatego posiada obywatelstwo pakistańskie. Wraz z rodziną przeprowadziła się do Stanów Zjednoczonych i osiadła na stałe w Nowym Jorku w dzielnicy Queens. Profesjonalną karierę rozpoczęła w 2001 roku wraz z Markusem Moserem, z którym tworzyli duet iiO. Od 2005 roku jednak rozpoczęła karierę solową. Razem z iiO wydała album pod tytułem Poetica.
Solowy album Embers wydała w 2009 roku.

## Dyskografia

### Albumy
- Poetica (2006)
- Embers (2009)

### Single (w grupie IIO)
- Rapture (2002)
- At The End (2002)
- Smooth (2003)
- Runaway (2004)
- Kiss You (2005)
- Is It Love (2006)

### Single (kariera solowa)
- Who Is Watching? (feat. Armin van Buuren) (2005)
- Crash and Burn (2008)
- Love Story (2009)
- Fine Print (2009)
- Fantasy (2010)
- Try (feat. Schiller) (2010)
- Rapture (feat. Avicii) (2011)
- Call My Name (with Sultan & Ned Shepard) (2011)
- Free To Go (with Alex Sayz) (2011)
- Feels So Good (feat. Armin van Buuren) (2011)
- Pressure  (feat. Starkillers & Alex Kenji) (2011)
- Rolling The Dice (with Sander van Doorn & Sidney Samson) (2011)
- Beleve It  (feat. Spencer & Hill) (2011)
- Keep It Coming (with Starkillers) (2012)
- This Is Your Life (with EDX) (2012)
- Must Be The Love  (Arty, Nadia Ali & BT) (2012)
- Carry Me (with Morgan Page) (2013)
- All In My Head (with PANG!) (2015)